# 天野良春"リアル"
天野良春"リアル"（あまのよしはるリアル）は、かつて東海ラジオで放送されていた土曜朝の情報番組。2007年4月7日放送開始、2014年9月27日放送終了。

## 概要
東海ラジオの人気パーソナリティーで、長らく「土曜はごきげん天野良春ショー」などの土曜日のワイド番組を持っていた天野良春が、早朝の時間帯に移動してメインを務めた情報番組である。当初は天野単独による進行であったが、翌2008年の春改編から東海ラジオアナウンサーである成田香織がアシスタントとして加わった。
2007年4月の改編で、土曜早朝のワイド番組として5年間継続した「サタモニ・フリーウェイ」が終了。後継番組として当初「サタモニ」のパーソナリティであった谷川明美がメインを務める「谷川明美の花鳥風月」を放送することが公表されていたが、谷川の病気療養により、代替番組として急遽放送が決まった。この番組の扱いについては谷川復職までのつなぎ番組であったか否かについては公表されていないが、谷川が復職することなく2007年7月に死去。当番組が実質的に「サタモニ・フリーウェイ」の後継番組となっている。前番組「サタモニ・フリーウェイ」のパーソナリティが安蒜豊三であり、一方、天野は2007年3月までは平日の夕方の時間帯で「天野良春のラジオクルージング」を担当していて、「ラジオクルージング」の後番組が「安蒜豊三 夕焼けナビ」となったため、結果としては放送枠を交換する形となった。
2014年秋の改編で、「天野良春 パラダイスキング」へスライドする形で放送終了。

## 出演者
いずれも最終回時点。

### パーソナリティー
- 天野良春（番組スタート時は東海ラジオ放送アナウンサーだったが、2007年10月に定年退職以降はフリーアナウンサーとして出演）

### アシスタント
- 成田香織（2008年4月5日から2014年9月27日まで。当時、東海ラジオアナウンサー）
  - 天野と成田はその後、2016年4月 - 2017年9月の毎週金曜日（2017年3月までは毎週木曜日）にタクマのHAPPY TIMES!!で共演していた。

### コメンテーター
中日新聞社の論説委員。隔週で登場する（この他、東海ラジオの選挙特番などに出演することがある）。なお、7時頃から8時までの出演でとなっていた。
- 飯尾歩、山田伝夫（以前は、吉田武史も出演していた）

## 放送時間
- 2007年4月 - 2013年3月：6時30分 - 9時00分
- 2013年4月 - 2013年9月:7時00分 - 9時00分
- 2013年10月 - 2014年10月:7時00分 - 10時00分

## タイムテーブル
放送終了時点のものを表す。
6時台
- ニュースフレッシュ
- お天気羅針盤

日本気象協会の担当者が登場する。
- 交通情報
- 天気予報

この枠は気象協会担当者ではなく、通常通りにアナウンサーが原稿を読む（早朝のため、週末早朝の女性アナウンサーが担当）。
7時台
- ニュース"リアル"

天野と中日新聞論説委員が最新ニュースを伝えていく。
- 週刊トピックス

コメンテーターとなっている中日新聞論説委員の気になるニュース・話題を解説する。
- スポーツ紙ひろい読み
- 東海・東南海・南海大地震キャンペーン どうなる?どうする!

最終週のみキャンペーンにも携わっている日本気象協会の新井伸夫が電話出演している。以前は最終週以外、源石和輝と川島葵が出演するラジオドラマを放送していた。
- 交通情報
- B-side

ビジネスに関する話題を経済評論家などとともに進めていく。
- 河村市長に聞いてちょー

2009年6月20日からスタートした新コーナーであり、月1回のコーナー（通常はB-sideを放送している時間帯に放送）。河村たかし・名古屋市長が出演する。コーナーでは河村に対する市政の質問なども随時募集している。通常は、河村・天野・成田の3人でコーナーを進めるが、2010年5月29日・7月31日には横井利明・名古屋市議会議長（当時）が出演した（この時、河村は休んでいるため、このコーナーにおいて議長と市長の顔合わせは実現していない）ほか、2009年12月19日には、当番組のコメンテーターでもある山田伝夫が登場（通常この枠では登場しない）し、4人でコーナーを進めた。
- サントリーイキイキライフ － サントリーの健康食品の通販。進行役は成田。
- 天気予報

気象協会担当者（大抵はお天気羅針盤に出演した人が出演）が天気を具体的に伝える。
8時台
- リポビタンDチャレンジ スポーツリアルトーク※ニッポン放送制作
- ものづくりの美

毎週、舞台工芸作家をゲストに迎えてトーク。
- 街角メモリー

街中にある歴史ある建物などを天野と成田の取材録音などを交えて紹介する。
- Save the Safety Life

2009年7月よりスタートのコーナー。第1週・第3週に放送。愛知県警から担当者が毎週スタジオにやってきて、身近な犯罪などから身を守るために役立つ情報をパーソナリティーとともに進めていく。
- イマジン・ザ・ミュージック

毎週ひとつと話題と音楽を届ける。
- 交通情報
- 中日新聞ニュース・天気予報 － 担当は週末早朝の女性アナウンサー。
- レースガイド
- エンディング・エンディングトーク

### 過去
- デパート情報

三越・名鉄百貨店・松坂屋・丸栄の各百貨店からのお知らせを女性アナウンサーが各百貨店ごとのBGMにのせて放送していた。
- 高田純次・河合美智子の東京パラダイス〜ニチロおいしいトーク （8:10頃、文化放送制作）
- ドクター中嶋の健康一番

三重県度会郡玉城町の中嶋医院・院長が毎週健康に役立つ情報を話す。サタモニ・フリーウェイから続いていたコーナーだった。
- JOMO童話の花束 （8:35頃、以前の担当は山崎聡子であったが、2007年10月頃からはニッポン放送制作をネットしていた。しかし2008年4月より日曜日午前中に放送されていたニューシミチコパラダイスと童話の花束などを含めた番組構成となっている「清水ミチコのミッチャン・インポッシブル」を放送開始することに伴い、2008年3月をもってコーナーは全てミッチャン・インポッシブルに移行した）
- 細川茂樹・若林史江の株式講座〜スタイリッシュ投資ライフ〜

童話の花束終了の入れ替わるように、2008年4月～2009年3月まで放送。コーナー放送開始当初は「細川茂樹・若林史江の株式講座〜スタイリッシュ投資ライフ〜」だったが、同年7月からコーナー終了までは「細川茂樹の-」のタイトルと若干のコーナー変更があった。